# Marmon (zespół folklorystyczny)

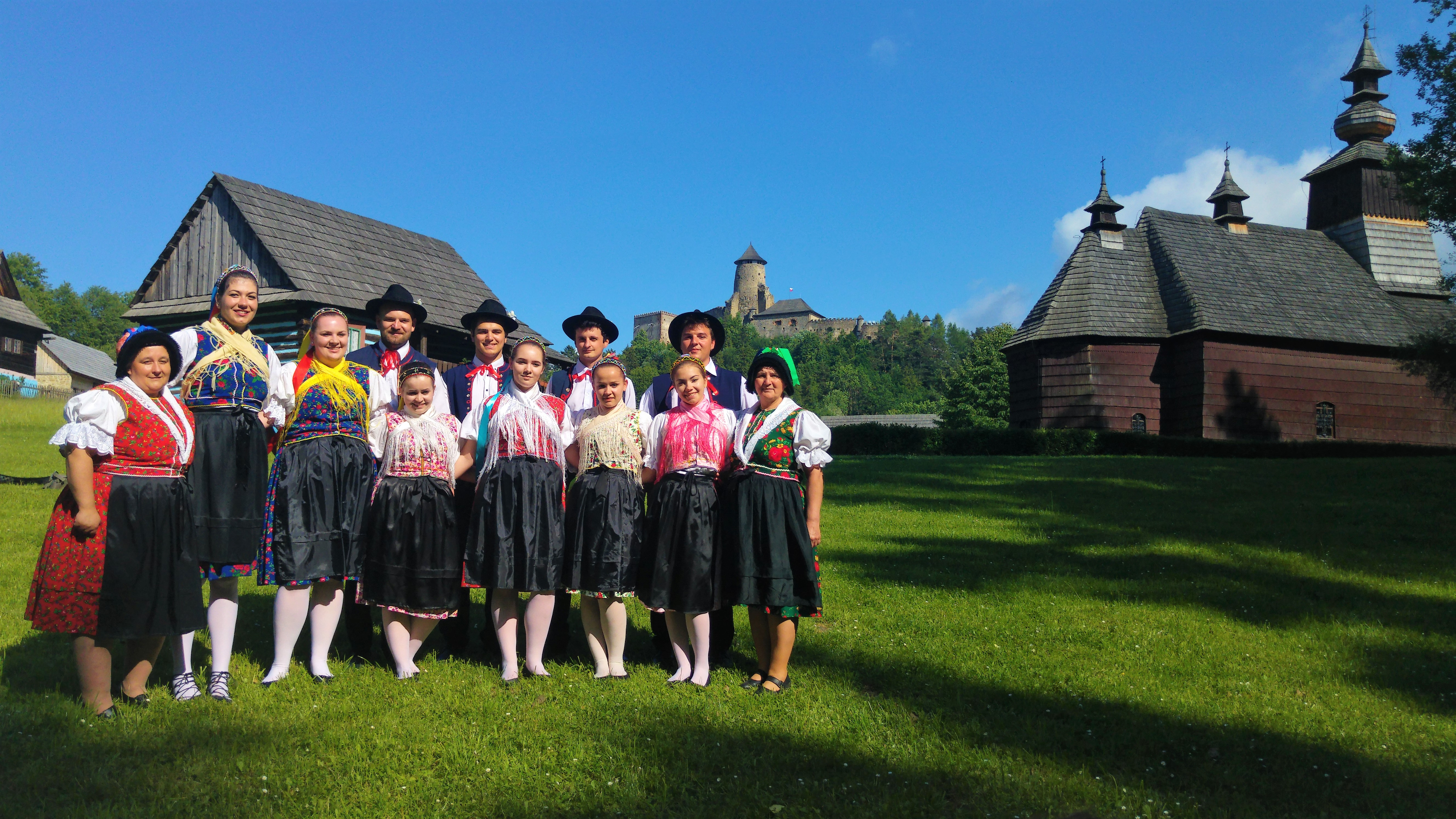
Zespół folklorystyczny Marmon w skansenie w Starej Lubowli

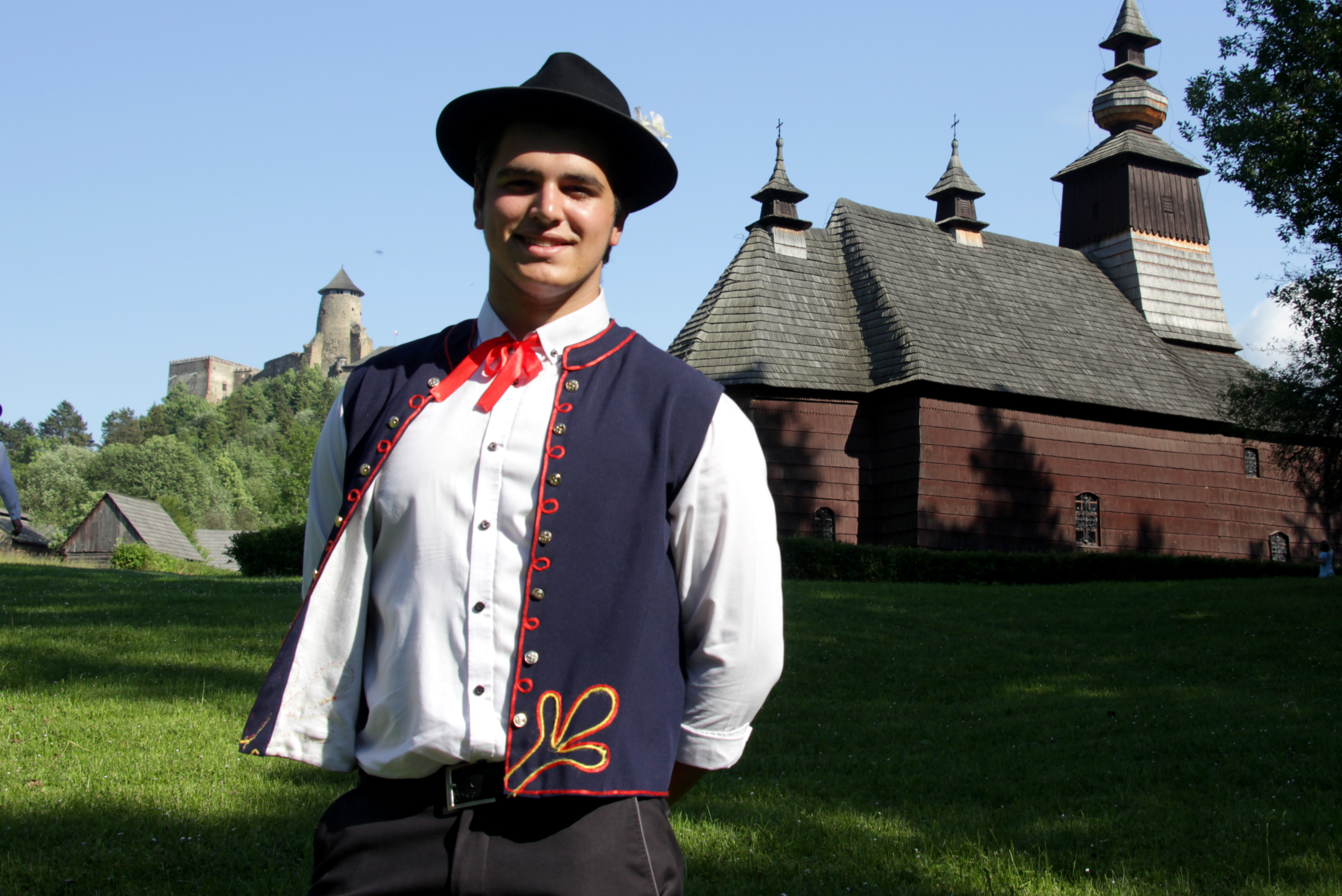
Członek zespołu Marmon w tradycyjnym stroju.

Marmon – zespół folklorystyczny z Chmielnicy, prezentujący śpiew, taniec, strój i kulturę mniejszości niemieckiej  z okręgu Chmelnica na Słowacji (Spisz).

## Historia

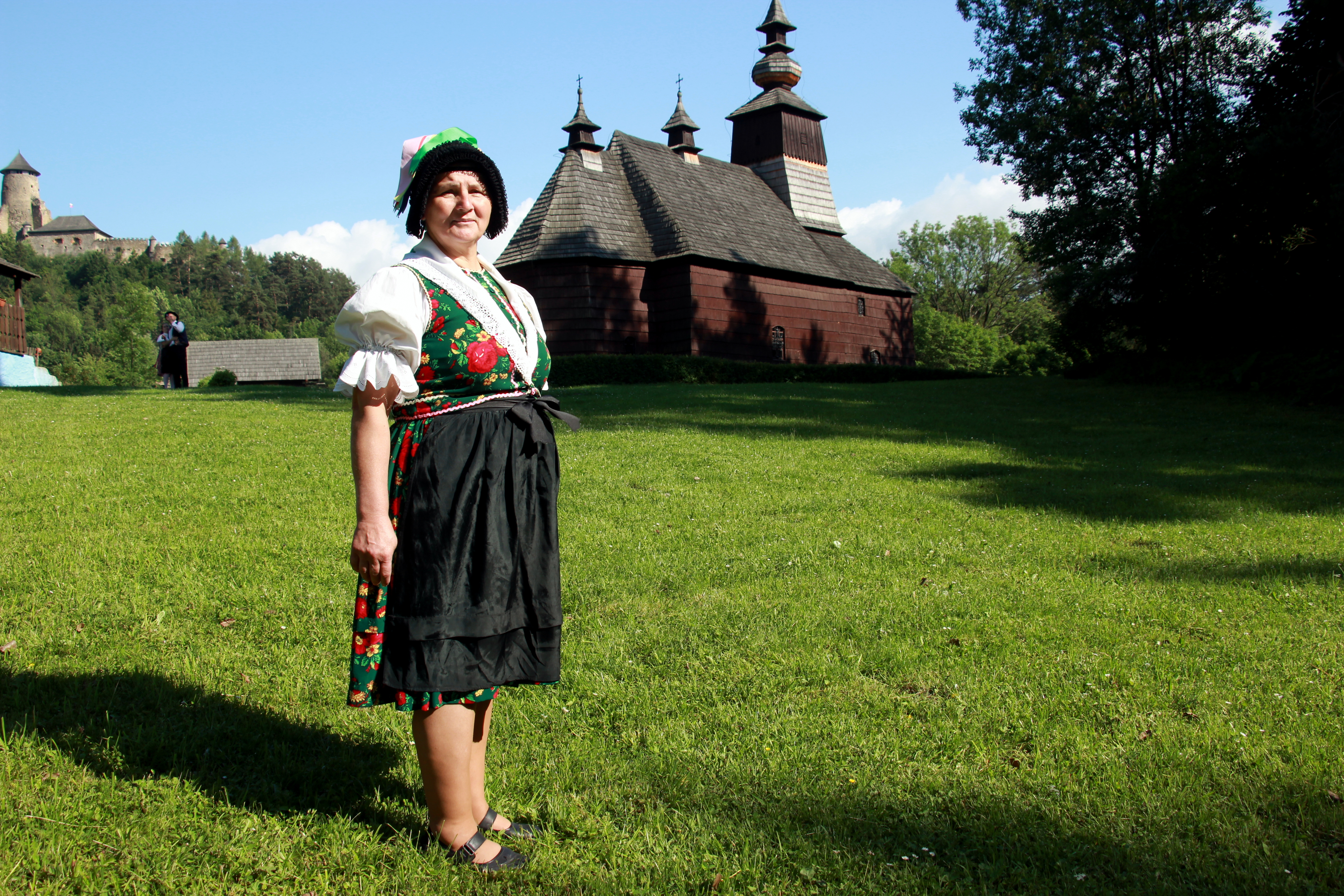
Członkini zespołu Marmon w tradycyjnym stroju.

Zespół powstał w 1968 roku z inicjatywy miejscowego nauczyciela w Chmelnicy, który namówił Annę Haničákovą na przygotowanie okolicznej młodzieży do wystąpienia z programem folklorystycznym. Nazwa zespołu pochodzi od nazwy wzgórza (Marmon, Marman), które znajduje się w okolicy. Zespół pierwszy raz zaistniał na festiwalu w Východnej w 1972 roku – wystąpił z inscenizacją wesela chmielnickiego, prowadzoną w języku niemieckim oraz w lokalnej gwarze. Następnie z powodu braku możliwości objęcia opieką zespołu przez ówczesne instytucje kulturalne, został rozwiązany. Odrodził się 16.11.1989 roku dzięki siostrom: Emílii Kozákovej i Márii Gurkovej, które zachęciły ludzi do reaktywacji, mając w perspektywie festiwal w  Strážnicy (1990). Do roku 2005 grupę prowadziła Monika Kozáková. W tym czasie instrumentalnie zespołowi towarzyszył grający na heligonce Andrej Krafčík, który pozostał już w zespole. Od 2006 roku kierowniczką zespołu jest Katarina  Krafčíková.

## Opis

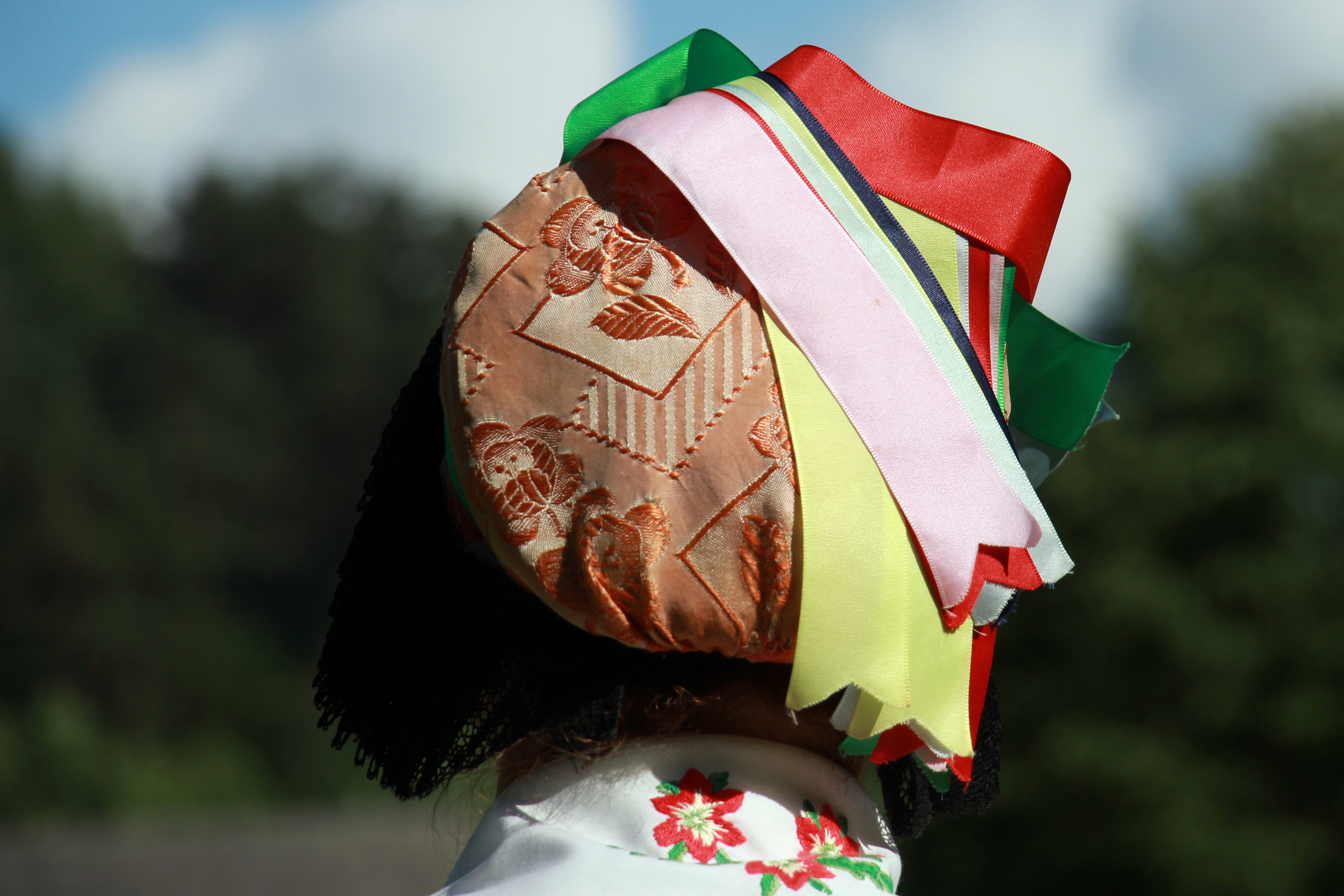
Czepiec ze stroju kobiecego mniejszości niemieckiej z okolic Chmielnicy (Spisz).

Zespół tworzą dorośli, młodzież i dzieci. W swoim repertuarze tradycyjne tańce, obrzędy i pieśni wykonywane  są w języku niemieckim i w zachowanym miejscowym dialekcie. Członkowie zespołu występują w tradycyjnych strojach, szytych według dawnych wzorów głównie przez kierowniczkę. Tańczą i śpiewają do akompaniamentu heligonki i akordeonu, a często towarzyszy im zespół muzyków ludowych Pastrnoci. Grupa  występuje lokalnie w różnych częściach Słowacji oraz na wyjazdach m.in. do Polski, Czech, Rumunii, Niemiec, na Węgry.